# نبات الحرور

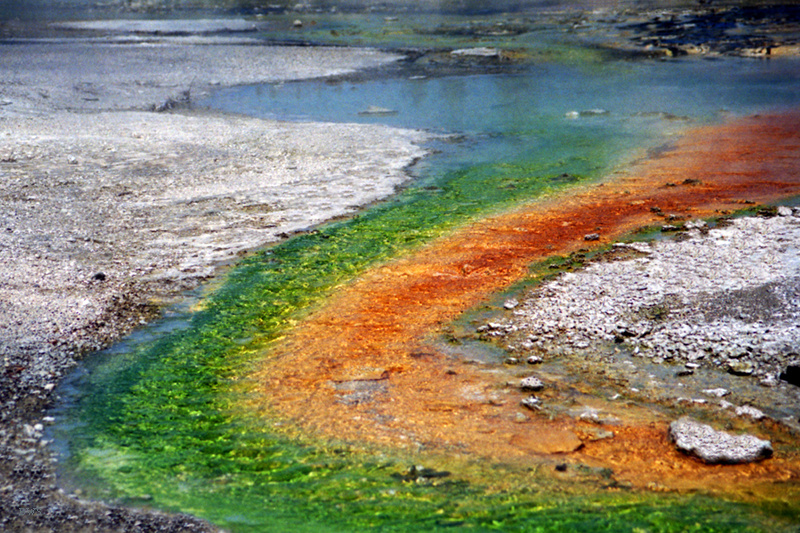

نبات الحرور هو نبات ينمو ويزدهر ويتحمل درجات الحرارة العالية. هذا النبات يصنف نباتًا قادرًا على أن يتكيف مع درجات الحرارة العالية، بعض أصناف نبات الحرور تتكيف أيضا في فصل الربيع الذي تكون فيه درجات الحرارة مرتفعة.
من أشهر مجموعات النباتات البيئية القابلة للانبساط:
- مجموعة دينوكوكس راديوديورنس وهي من ضمن أصناف البكتيريا
- السيانوبكتيريا، الطحالب الزرقاء الخضراء

## تصنيفات
```
Lawrence E., ed. (1999). Henderson's Dictionary of biological terms. London: Longman Group Ltd. 
ISBN 0-582-22708-9
.
Međedović S., Maslić E., Hadžiselimović R. (2002). Biologija 2. Svjetlost, Sarajevo. 
ISBN 9958-10-222-6
.
```